# Frankfurter Zeitung
Frankfurter Zeitung var en tysk dagstidning som grundades 1856 av Leopold Sonnemann och Heinrich Bernhard Rosenthal som Frankfurter Geschäftsbericht i Frankfurt am Main. Tidningen verkade för ett liberalt, demokratiskt och socialt samhälle. Den lades ner 1943.
Tidningen har genomgått ett antal namnändringar:
- 1856-08-27 bytte tidningen namn till Frankfurter Handelszeitung
- 1859-01-09 bytte tidningen namn till Neue Frankfurter Zeitung
- 1866-08-02 bytte tidningen namn till Neue Deutsche Zeitung (i Stuttgart!)
- 1866-11-16 bytte tidningen namn till Frankfurter Zeitung

Frankfurter Allgemeine Zeitung ser sig som efterträdare till Frankfurter Zeitung.
Kända medarbetare var bland andra: Bertolt Brecht,  Alfred Döblin, Lion Feuchtwanger, Max Frisch,  Theodor Heuss, Erich Kästner, Heinrich Mann, Thomas Mann, Erich Maria Remarque, Anna Seghers, Carl Zuckmayer och Theodor Curti.